# Aloisie Linhartová
Aloisie Linhartová (též Lola, rozená Poláková, 29. ledna 1889 Sedlec – po 1935) byla česká členka tzv. Prvního československého odboje ve Švýcarsku, manželka novináře, sociálního demokrata a činitele zdejšího krajanského sdružení Josefa Linharta. V říjnu 1915 byla vyslána ze Švýcarska do Prahy jako kurýrka od exilové skupiny okolo T. G. Masaryka s tajným vzkazem pro domácí ústředí odbojové organizace Maffie. Následně byla v rámci tzv. Knoflíkové aféry rakouskou policií odhalena a pod hrozbou trestu smrti dva roky vězněna.

## Život

### Mládí
Narodila se v Sedlci u Hradce Králové ve východních Čechách do rodiny Václava Poláka, domovníka v Resslově ulici č. 2 na pražském Novém Městě. V Praze zřejmě vyrůstala. V mládí odešla za svým bratrem do německého Düsseldorfu, kde se usadila. Zde se seznámila se sociálně demokratickým novinářem a spisovatelem, povoláním malířem písma, Josefem Linhartem (1886–1957), původně pocházejícím od Berouna, za kterého se provdala. Manžel posléze získal místo ve švýcarském Curychu, nakonec ale přijal zaměstnání ve městě Schaffhausen ve stejnojmenném kantonu nedaleko hranic s Německem, kam se za ním později přestěhovala i Linhartová. Počali několik dětí. Linhart působil jako redaktor česky psaných krajanských, a přispěvatelem domácích, sociálně demokratických periodik.

### Československý odboj
Rodina byla v kontaktu se švýcarskou komunitou Čechů a Slováků, soustředěnou především v Ženevě. Po vypuknutí první světové války v létě 1914 se Ženeva stala útočištěm exilové skupiny Tomáše Garrigue Masaryka a Edvarda Beneše, zasazujících se o vznik samostatného Československa, státu nezávislého na Rakousku-Uhersku. Posléze se k nim zde připojili Karel Kramář, Alois Rašín a Josef Scheiner. S nimi spolupracovalo také místní československé hnutí vedené českým krajanem právníkem Janem Kyjovským. Pro potřeby komunikace s českým ústředím Maffie bylo do Čech vysláno několik kurýrů s tajnými zprávami a dokumenty.

### Knoflíková aféra
V září 1915 jednal Edvard Beneš ve Švýcarsku o vyslání dalšího kurýra. Pro tento úkol byla vybrána právě Aloisie Linhartová, kterou mj. doporučil Kyjovský. E. Beneš připravil zprávu pro Maffii, která se skládala ze třinácti vzkazů, které se z bezpečnostních důvodů Linhartová naučila zpaměti. Bylo ale potřeba vytvořit a převézt přes hranice určitý „identifikační důkaz“, kterým se měla prokázat, aby jí adresáti v Čechách věřili. Linhartová měla tudíž doručit zašifrovanou zprávu na malém kousku papírku, která byla ukryta do dutiny jednoho z knoflíků na jejích šatech.
Dne 4. října 1915 překročila Aloisie Linhartová hranici a dospěla do Prahy. Zde měla vyhledat jistého Bohumila Mareše, příbuzného jednoho z emigrantů. Ten se měl poté spojit s redaktory Času Janem Hájkem a Cyrilem Duškem. Pokud by neuspěl, měl kontaktovat sociálně demokratického poslance Františka Soukupa, což bylo doporučení od Edvarda Beneše, který do Švýcarska přinesl zprávu, že někteří sociální demokraté se přidali k Maffii. Jak se však ukázalo, byl to osudový omyl. Linhartová svůj kontakt skutečně navštívila a sdělila mu heslo a předala knoflík se zašifrovanou zprávou. Mareš poté pravděpodobně pokusil kontaktovat zmíněné redaktory, ale pravděpodobně neuspěl. Vydal se proto do redakce sociálně demokratického deníku Právo lidu, kde hledal Františka Soukupa.
Soukup však nebyl v redakci přítomen. Zde se projevila chyba výběru konspirátora Mareše, všem přítomným v redakci vysvětlil, že přináší tajné poselství ze Švýcarska. Jeho vyprávění vyslechl i Bohumír Šmeral, tehdejší vůdce strany. Spolu s Františkem Soukupem se poté vypravili pátrat a ověřit Marešovo tvrzení a navštívili řadu lidí, mezi nimi i Přemysla Šámala, jednoho z nejvýznamnějších mužů Maffie. Nikdo však Mareše neznal, a tak se posílila falešná obava, že se pravděpodobně jedná o policejní provokaci. Soukup se Šmeralem poté vše nahlásili pražskému policejnímu ředitelství. Málokdo si v tu chvíli uvědomoval, že kdyby se opravdu jednalo o policejní provokaci, prozradili by Soukup se Šmeralem většinu lidí napojených na Maffii.
Policejní akce se naplno rozběhla. Aloisie Linhartová byla zadržena 7. října při návštěvě tchána v Berouně. Dále byli zatčen Mareš, Jan Hájek, Cyril Dušek, dvorní rada Václav Olič (zde byly objeveny Masarykovy písemnosti), Hana Benešová, Alice Masaryková a také František Soukup. Knoflík, který byl předmětem vyšetřování, byl poslán do Vídně, kde byla zpráva rozšifrována. Text mimo jiné uváděl, že Linhartová umí vzkazy nazpaměť, proto byla podrobena výslechům. Vždy uváděla texty pouze s krycími jmény a tvrdila, že neví o koho se jedná. Tím bylo vyšetřování a pátrání po dalších členech Maffie neúspěšné a zatýkání se postupně zastavilo.
Akce vyvrcholila v listopadu 1915, kdy se celá zpráva o aféře dostala až k samotnému císaři Františku Josefovi I.

### Věznění
Linhartová byla transportována do ženského oddělení věznice ve Vídni, držena byla v nuzných podmínkách mezi rakouskými kriminálnicemi. Zde pro podezření z vlastizrady, při výsleších veškerou špionážní účast odmítala. Bohumír Šmeral, který zůstal na svobodě, se snažil dostat z vyšetřovací vazby Františka Soukupa. V listopadu předal policii rozsáhlý rozklad o vztahu sociální demokracie k habsburskému státu, kde hájil její loajální pozici. Na základě těchto tvrzení byl pak Soukup 2. prosince 1915 propuštěn. Většina ostatních zatčených, včetně Linhartové, však zůstala uvězněna a byla propuštěna až po vyhlášení amnestie císaře Karla I. dne 2. července 1917. Až do konce války pak žila v Praze.
Kvůli jejímu uvěznění byla rodina Linhartova v domovském Schaffhausenu ostrakizována a Linhart s dětmi pak město opustil a přesunul se do Ženevy. Rovněž během doby věznění Linhartové zemřel ve Švýcarsku jeden z jejich synů.

### Po vzniku ČSR
Po vzniku Československa se pak Linhartová vrátila do Švýcarska. S manželem se odstěhovala do Ženevy, kde Linhart působil jako úředník v československých státních službách. Československo pak Linhartová ještě několikrát navštívila.
Rovněž získala státní Československou revoluční medaili za přínos při vzniku státu.
Zemřela pravděpodobně ve Švýcarsku po roce 1935.